# Clusone
Clusone là một đô thị ở tỉnh Bergamo, vùng Lombardia, Italia. Đô thị này có diện tích 25 km2, dân số là 8461 người.